# Louis Hayet

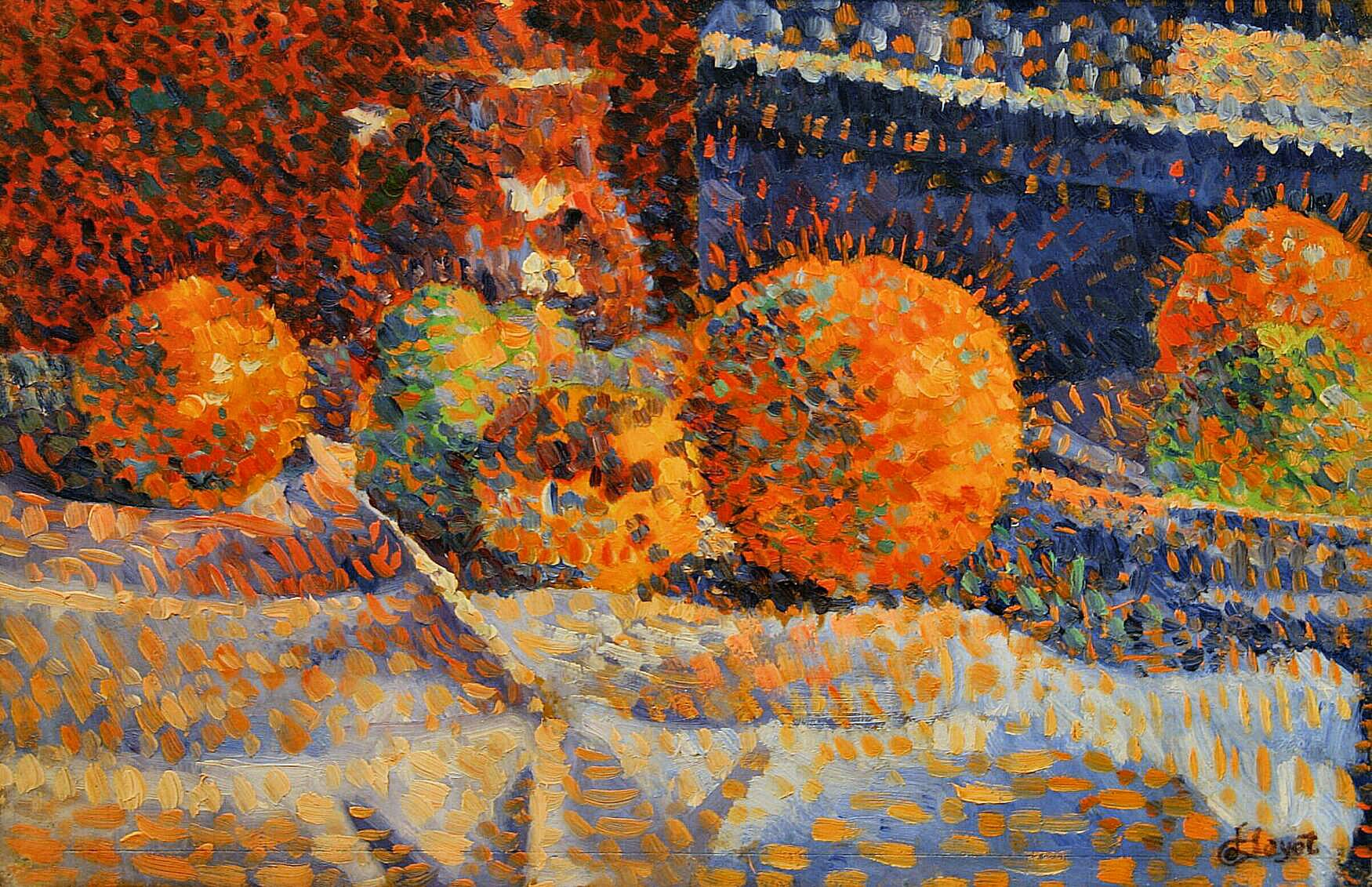
Nature morte aux oranges, ca. 1888, privécollectie

Louis Hayet (Pontoise, 29 augustus 1864 - Cormeilles-en-Parisis, 27 december 1940) was een Frans kunstschilder uit de periode van het postimpressionisme die werkte in een pointillistische stijl.

## Jeugdjaren
Louis Hayet was de zoon van Calixte Hayet, zelf ook schilder, en Léontine Dufour. Zijn vader was handelaar in beschilderd glas en decoraties in Pontoise en was bankroet gegaan. Hij groeide op in armoedige omstandigheden. Op school was hij schuchter en gereserveerd maar hij bleek intelligent en begaafd. Toen hij twaalf was, sprong zijn aanleg voor de schilderkunst al in het oog. Gezien de armoede waarin hij opgroeide kon hij zich geen hogere studies veroorloven en werd dus kunstschilder door zelfstudie. Hij vond als veertienjarige toevallig het boek Traité d'aquarelle van Armand Cassagne, waarmee hij zich de beginselen van het schilderen eigen kon maken. Later verdiepte hij zijn kennis verder met zelfstandig de kleurenleer van Eugène Chevreul te bestuderen.
In 1878 werd hij leerling bij een huisschilder in Parijs en volgde enkele cursussen aan de École des Arts Décoratifs. Hij werkte tussendoor als hulpje bij verschillende kunstenaars.

## Pointillisme
In 1882 maakte hij, terwijl hij in de buurt van Pontoise buiten aan het schilderen was, kennis met Camille Pissarro en diens zoon Lucien Pissarro. Via hen kwam hij in contact met Paul Signac in 1885 en Georges Seurat in 1886. Bij een bezoek aan het atelier van Seurat begin mei 1886 maakt hij kennis met diens schilderij Un après-midi à l'Ile de la Grande Jatte. Hij was enorm onder de indruk van dit werk en schakelde over op het pointillisme. Hij werd uitgenodigd om deel te nemen aan de achtste tentoonstelling van de impressionisten in 1886, maar ging daar niet op in. Zijn pointillistische schilderijen zijn van een uitstekende kwaliteit. Vanaf 1887 tot 1900 maakte hij kleine formaten waarin de neo-impressionistische toets wervelend en dynamisch is en waarin hij zich manifesteerde als een talentvol schilder. Hij schilderde lichteffecten zoals Vincent van Gogh, met een explosie van kleur. Naar aanleiding van zijn deelname aan het salon van de Société des Artistes Indépendants in 1889 kreeg hij een zeer lovende kritiek van Fénéon. In 1890 wordt hij uitgenodigd door De Twintig in Brussel en van 1894 tot 1897 neemt hij deel aan verschillende manifestaties van de symbolisten en de impressionisten, onder meer aan de tentoonstellingen bij de kunstgalerij Le Barc de Bouteville. Na de dood van Seurat ging hij terug op een meer klassieke manier van schilderen en distantieerde hij zich van de groep rond Signac. Paul Signac zal hem niet meer vernoemen in zijn tweede uitgave van: D'Eugène Delacroix au néo-impressionnisme.

## Latere jaren
Van 1900 tot 1901, onderneemt hij een reis door de Alpen, de Provence, Auvergne en naar de Côte d'Azur. Tussen 1902 en 1904 organiseerde hij zes persoonlijke tentoonstellingen, maar dat werd een gigantische flop. Hij was volledig geruïneerd en dit betekende in grote lijnen het einde van zijn artistieke carrière. Hij zou volledig vergeten worden. Niettemin had Camille Pissarro, in een brief van 1902 aan zijn zoon Lucien, Hayet even hoog ingeschat als de neo-impressionisten die later beroemd zijn geworden. Hij schilderde nog decorstukken voor het theater om in zijn levensonderhoud te voorzien, maar bleef ook schilderijen maken tot het eind van zijn leven. Van 1908 tot 1910 vestigde hij een atelier in La Frette-sur-Seine bij Cormeilles-en-Parisis, waar hij de laatste jaren van zijn leven doorbracht.

## Belang
Jean Sutter, dokter en kunsthistoricus, had een groot aantal werken van Louis Hayet verzameld en wijdde een catalogue raisonné aan deze artiest, die echter nooit gepubliceerd werd. Op 15 mei 2001 werden 130 werken van Louis Hayet uit de verzameling van Jean Sutter geveild bij Drouot. Dankzij deze veiling werd Louis Hayet terug op de kaart geplaatst. Bij de verkoop van enkele werken van Louis Hayet uit de collectie Dulon, verkocht bij Binoche et Giquello, werden prijzen gehaald die de vorige records voor deze schilder verpulverden. Au café wisselde van eigenaar voor € 171.450, een nieuw wereldrecord voor deze kunstenaar. Guy Dulon, schrijver van Louis Hayet 1864-1940 peintre et théoricien du néo-impressionnisme, vertelde dat hij de schilder leerde kennen toen op een avond in 1970 iemand bij hem kwam aanbellen met een hoop olieverfschilderijen, aquarellen en gouaches die hij gevonden had op een publieke stortplaats in de buurt van Pontoise; een aantal van de werken waren gesigneerd door Louis Hayet.

## Tentoonstellingen
In 1991 wijdde het Musée Tavet in Pontoise een tentoonstelling aan Louis Hayet en zijn werk.